# Geschiedenis van Thailand (1932-1973)
De geschiedenis van Thailand (1932-1973) wordt gekenmerkt door een opvolging van militaire dictators. De belangrijkste personen uit deze periode waren de militair Plaek Pibul Songkram (ook wel bekend als Phibun), die een bondgenootschap sloot met Japan tijdens de Tweede Wereldoorlog, en de burgerpoliticus Pridi Banomyong, die de Thammasat Universiteit oprichtte en na de oorlog korte tijd minister-president was. Pridi werd gevolgd door een serie militaire dictators – Phibun opnieuw, Sarit Dhanarajata en Thanom Kittikachorn – die een traditionele, autoritaire regeringsstijl combineerden met toenemende modernisering en verwestering onder Amerikaanse invloed. De periode eindigt in oktober 1973, wanneer Thanom aftreedt na een bloedbad onder pro-democratie betogers, geleid door Thammasat studenten, na de eerste openbare ingreep door koning Bhumibol in het politieke bestuur van Thailand.

## Einde van de absolute monarchie
De militairen kwamen aan de macht door een geweldloze staatsgreep in 1932, waarmee ze het bestuur van Thailand omvormden van een absolute naar een constitutionele monarchie. Koning Rama VII accepteerde deze overgang eerst, maar droeg later de troon over aan zijn tienjarige neefje Ananda Mahidol, de oudere broer van de latere koning Bhumibol Adulyadej.
Het nieuwe regime werd geleid door een groep kolonels, die in december Thailands eerste van vele grondwetten produceerden, met een parlement dat half benoemd en half verkozen was. Algemene verkiezingen werden verwacht nadat ten minste de helft van de bevolking basisonderwijs had voltooid – verwacht ergens in de jaren 40.
Al spoedig ontstonden er conflicten tussen vier facties die om de macht streden: oudere, conservatieve militairen en burgers versus jongere, progressieve militairen en burgers. In 1933 leidde dit tot een tweede coup door de jonge militairen. Later datzelfde jaar probeerde prins Bovoradej, ex-minister van defensie, de macht van de koning te herstellen, maar zijn troepen werden na zware gevechten verslagen.

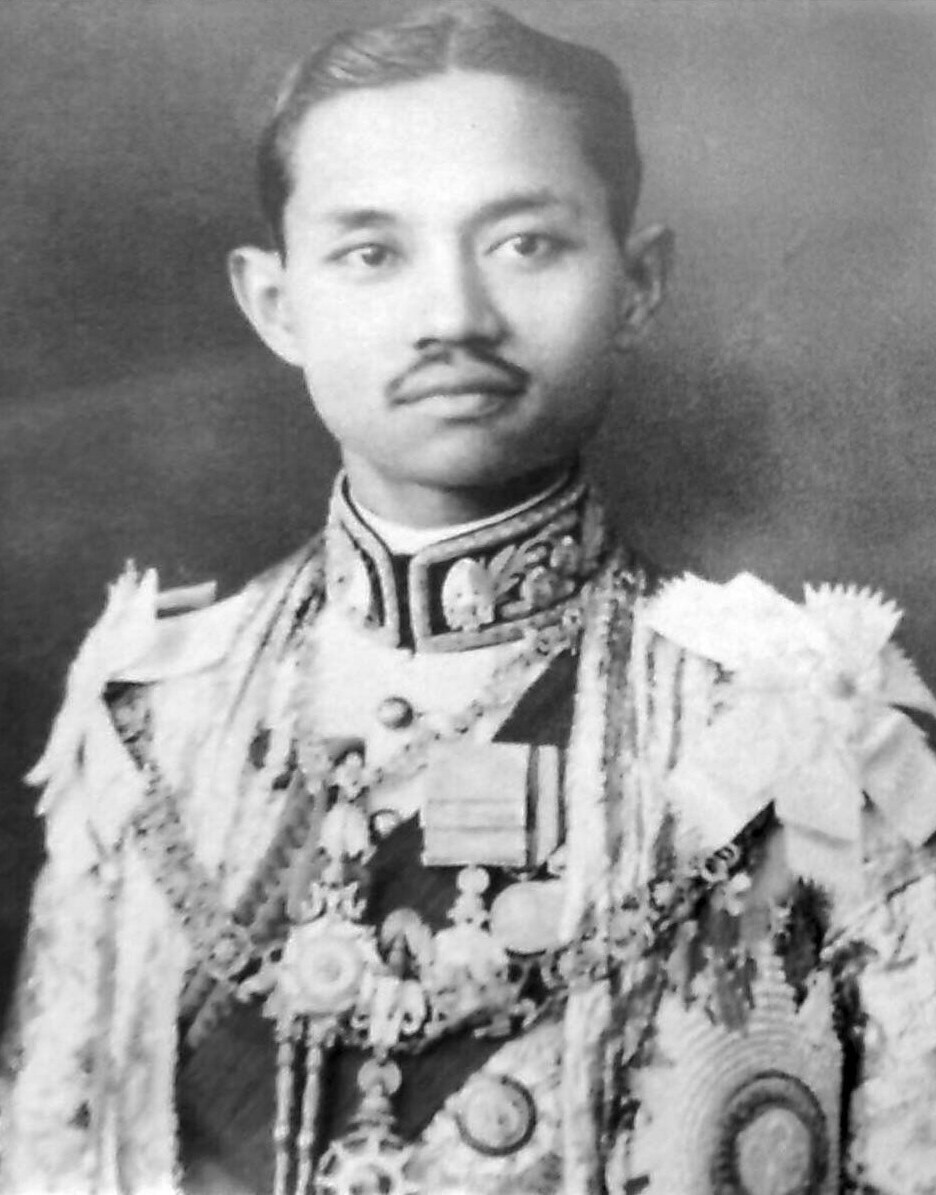
Koning Prajapidhok

In 1934 vertrok koning Prajapidhok (Rama VII) voor medische behandeling naar het buitenland. In maart 1935 kondigde hij zijn aftreden aan. De regering koos prins Ananda Mahidol, die toen op school zat in Zwitserland, tot zijn opvolger.
Het regime voerde belangrijke hervormingen door: de gouden standaard werd verlaten, waardoor de baht een vrije wisselkoers ging volgen; het basis- en voortgezet onderwijs werden uitgebreid; er werden verkiezingen gehouden voor lokaal en provinciaal bestuur. In 1937 werden voor het eerst directe verkiezingen voor de Nationale Assemblee gehouden, hoewel politieke partijen nog altijd niet waren toegestaan. Militaire uitgaven werden verhoogd tot 30% van de nationale begroting.

## Nationalisme
Een tijd lang werkten de jongere facties, met generaal-majoor Phibun als minister van defensie en Pridi Banomyong als minister van buitenlandse zaken, eendrachtig samen, totdat Phibun in december 1938 premier werd. Phibun was een bewonderaar van Benito Mussolini, en zijn bewind begon al snel fascistische trekjes te vertonen. Phibun begon een campagne tegen Chinezen, die de Thaise economie domineerden. Een leidersculte werd gepropageerd, waarin Phibuns portret overal zichtbaar was (terwijl portretten van ex-koning Prajapidhok verboden waren).
In 1939 wijzigde Phibun de naam van het land van Siam tot Thailand (Prathet Thai), wat "land van vrije mensen" betekent. Dit was slechts één stap in een programma van nationalisme en modernisering: van 1938 tot 1942 vaardigde Phibun 12 Culturele Mandaten uit, waarbij Thais onder andere de vlag moesten groeten, het volkslied moesten kennen en Thais moesten spreken (dus niet bijvoorbeeld Chinees). Ook moesten de Thais hard werken, op de hoogte blijven van het nieuws en westerse kleding dragen.

## Tweede Wereldoorlog
Nadat Frankrijk in 1940 grotendeels bezet was, probeerde Phibun Siams vernederingen in 1893 en 1904 te wreken, waarbij de Fransen het gebied van het huidige Laos en Cambodja onder dreiging met geweld van Siam hadden afgepakt. In 1941 leidde dat tot gevechten met Vichy-Frankrijk, waarbij de Thais het overwicht hadden op de grond en in de lucht, maar een zware nederlaag op zee leden bij Ko Chang. De Japanners bemiddelden vervolgens, wat leidde tot teruggave van een aantal betwiste gebieden in Laos en Cambodja aan Thailand.
Phibuns prestige als nationale leider werd hiermee zozeer vergroot, dat hij zichzelf benoemde tot veldmaarschalk, voor het gemak de rangen van drie- en viersterrengeneraal overslaand.
Deze Thaise politiek leidde tot een verslechtering van de relaties met de Verenigde Staten en Groot-Brittannië. In april 1941 sneed de VS de aanvoer van olie naar Thailand af. Op 8 december 1941, een dag na de aanval op Pearl Harbor, vielen Japanse troepen het land binnen langs de zuidelijke kustlijn, met toestemming van de regering-Phibun, om zo Birma en Malakka te kunnen binnenvallen. Na de geallieerde verliezen van begin 1942 sloot Phibun een militair bondgenootschap met Japan.
Tegen 1944 werd echter duidelijk dat Japan de oorlog ging verliezen. In juli werd de steeds minder populaire Phibun afgezet en vervangen door de liberale advocaat Khuang Abhaiwongse als premier. Na de Japanse overgave in Thailand op 15 augustus 1945 ontwapenden de Thais de meeste Japanse soldaten, al voordat de Britten kwamen om snel de krijgsgevangenen te bevrijden (onder andere bij de dodenspoorlijn met de brug over de rivier de Kwai).
De Britten beschouwden Thailand als een verslagen vijand, maar de Verenigde Staten hadden geen sympathie voor kolonialistisch gedrag en besloot de nieuwe regering te steunen, zodat Thailand er goed vanaf kwam na haar rol in de oorlog.

## Na de oorlog
In 1945 herstelde minister-president Seni Pramoj de naam Siam, als symbool dat een einde was gekomen aan Phibuns nationalistische regime. Achter de schermen trok Pridi aan de touwtjes, zoals hij sinds de regering-Khuang al deed.
In januari 1946 werden democratische verkiezingen gehouden, de eerste waarin politieke partijen legaal waren. Pridi werd in maart de eerste democratisch verkozen minister-president van Siam.
In juli 1946 werd de jonge koning Ananda Mahidol dood in zijn paleis aangetroffen, op mysterieuze wijze doodgeschoten. Hij werd opgevolgd door zijn jongere broer Bhumibol Adulyadej, die op school zat in Zwitserland.
In 1947 ging Pridi akkoord met teruggave van het Franse gebied dat in 1940 bezet was, als prijs voor toelating tot de Verenigde Naties, het vervallen van alle oorlogs-claims en Amerikaanse hulp. In augustus 1947 moest Pridi aftreden, ten gevolge van verdenking dat hij betrokken was bij de dood van de koning. Zijn vertrek gaf het leger het vertrouwen om in november 1947 de macht te grijpen. In april 1948 was Phibun weer minister-president, terwijl Pridi in ballingschap ging, om uiteindelijk in Peking te belanden.
Phibuns terugkeer viel samen met het begin van de Koude Oorlog en de vestiging van een communistisch bewind in Noord-Vietnam. Phibun kreeg de steun van de VS als regionale tegenstrever van het "rode gevaar". In juli 1949 werd het land opnieuw hernoemd tot Thailand, ditmaal definitief. Politieke tegenstanders werden gevangengezet, berecht en sommige geëxecuteerd. Diverse coups door Pridi-aanhangers (1948 en 1949) en door de marine (1951) mislukten.
De Thaise economie bloeide op na de oorlog en werd diverser, aangezwengeld door de export van rijst en door Amerikaanse hulp. Het tempo van deze groei versnelde in de jaren 50.
Tegen 1955 begon Phibun zijn leidende positie in het leger te verliezen aan jongere rivalen, geleid door maarschalk Sarit Dhanarajata en generaal Thanom Kittikachorn. Om zijn positie te versterken schreef Phibun verkiezingen uit, die zijn aanhangers wonnen, maar in september 1957 eiste het leger de macht op. Phibun probeerde Sarit te arresteren, maar die reageerde met een staatsgreep op 17 september 1957, die een definitief einde maakte aan Phibuns carrière.
Thanom werd minister-president tot hij in 1958 zijn plaats afstond aan Sarit, de echte baas, die de macht behield tot zijn overlijden in 1963, waarna Thanom het roer weer overnam. Sarit en Thanom waren Thaise traditionalisten, die een maatschappij nastreefden die was gebaseerd op orde, hiërarchie en godsdienst, en die daarom het prestige van de monarchie herstelden. Ze zagen het leger als het beste middel om Thailands traditionele vijand Vietnam, nu geassocieerd met het communisme, te verslaan.
In 1954 was Thailand formeel een bondgenoot van de VS geworden door de vorming van de Southeast Asia Treaty Organization (SEATO). Zolang de oorlog in Indochina tussen Frankrijk en Vietnam ging bleef Thailand neutraal (ze hadden aan beide een even grote hekel), maar dat veranderde toen het een oorlog werd tussen de VS en de Vietnamese communisten. Thailand sloot een geheim verdrag met de VS in 1961, stuurde troepen naar Vietnam en Laos, en stelde luchtbases in het oosten en noordoosten van het land ter beschikking voor het bombarderen van Noord-Vietnam. De Vietnamezen sloegen terug door de Communistische Partij van Thailand te ondersteunen, die in het noorden en noordoosten als guerrilla's tegen de regering vocht.

## Economie en de invloed van het Westen
De Vietnamoorlog versnelde de modernisering en verwestering van de Thaise samenleving. Tot in de jaren 60 was alleen de Thaise elite blootgesteld aan de invloed van de Westerse cultuur. Toestromende Amerikaanse dollars veroorzaakten een enorme groei van de economie: vooral transport, bouw en dienstverlening. Vele Thais verlieten het platteland om een baan in de stad te zoeken, wat leidde tot cultuurschok toen Thais in aanraking kwamen met Westerse ideeën over mode, muziek, normen en waarden.
De bevolking groeide explosief: Thailand telde 30 miljoen inwoners in 1965, het dubbele in 2000. Bangkoks bevolking is sinds 1945 vertienvoudigd en sinds 1970 verdrievoudigd.
Meer universiteiten werden opgericht, en studenten leerden over economische en politieke systemen, wat resulteerde in politiek activisme. De jaren 60 zagen ook de groei van een steeds zelfbewustere Thaise middenklasse in de steden. De economische groei bracht weinig welvaart op een groot deel van het Thaise platteland, wat leidde tot ontevredenheid en onrust.

## Begin van de jaren zeventig
In 1968 schreef de militaire junta een nieuwe grondwet en verkiezingen uit, die ze won, waardoor Thanom premier bleef. Maar in 1971 dreigde de zo verkozen Nationale Assemblee de eis van de militairen voor een hogere begroting weg te stemmen. Om dit gezichtsverlies te voorkomen voerde Thanom een coup uit tegen zijn eigen regering, schortte de grondwet op en ontbond het parlement.
Deze lompe machtsgreep werd niet gepikt door de steeds politiek volwassener Thaise bevolking. Vooral studenten demonstreerden steeds luider, ondanks het verbod op politieke samenscholingen. In juni 1973 werden negen studenten van de Ramkhamhaeng Universiteit gestoten na een kritisch artikel in een studentenkrant, waarna duizenden studenten de straat opgingen om hun terugkeer te eisen.
In oktober 1973 werden nog eens dertien studenten gearresteerd. Dit keer demonstreerden studenten samen met arbeiders, zakenmensen en gewone burgers. De demonstraties groeiden tot honderdduizenden; de eisen werd uitgebreid van vrijlating van de gearresteerde studenten tot een nieuwe grondwet en het vertrek van de regering.
Op 13 oktober gaf de regering toe en liet de gearresteerden vrij. Leiders van een geplande mars blazen deze af, in overeenkomst met de wens van de koning.
Op 14 oktober 1973 wilden de verzamelde demonstranten naar huis, maar werden tegengehouden door politie, wat leidde tot snel escalerend geweld. De politie gebruikte traangas, het leger werd te hulp geroepen en er werd met scherp geschoten op de studenten. Tanks rolden over de straten, helikopters beschoten de Thammasat Universiteit. Koning Bhumibol opende de toegangspoorten van zijn paleisterrein zodat studenten daarheen konden vluchten om aan de kogels van het leger te ontsnappen. In totaal vielen 1577 doden.
Op een gegeven moment besloot de legercommandant niet langer Thanoms orders te gehoorzamen en trok het leger terug uit de straten. Toen greep voor het eerst koning Bhumibol in bij de overdracht van de politieke macht: hij veroordeelde het optreden van de regering en gaf Thanom opdracht het land te verlaten. 's Avonds, na het aftreden van de premier, sprak de koning de natie toe op televisie.